# Anne McIntosh
Anne Caroline Ballingall McIntosh, née le 20 septembre 1954 à Édimbourg, est une femme politique britannique, membre du Parti conservateur. Elle est députée européenne de 1989 à 1999 puis députée à la Chambre des communes de 1997 à 2015 pour Vale of York puis Thirsk et Malton. Elle entre ensuite à la Chambre des lords. 